# ゴー・ナウ
「ゴー・ナウ」（Go Now）は、アメリカ合衆国のソウル歌手、ベシー・バンクスが1964年に発表した楽曲。ムーディー・ブルースのカバー・バージョンで主に知られる。

## ベシー・バンクスのバージョン
ザ・フォア・フェロウズというドゥワップ・グループで活動していたラリー・バンクスと、彼の友人のミルトン・ベネットによって書かれた。彼らはバンクスの妻のベシー・バンクスに歌わせデモ・テープを制作。そのテープを聴いたジェリー・リーバーとマイク・ストーラーが曲を気に入り、リーバーとストーラーのプロデュースの下、1963年に再録音が行われた。編曲はゲイリー・シャーマンが担当し、バッキング・ボーカルはディー・ディー・ワーウィックとシシー・ヒューストンが務めた。
タイガー・レコードから発売されたあと、ブルー・キャット・レコードから再発された。キャッシュボックスで40位を記録した。

## ムーディー・ブルースのバージョン
ベシー・バンクスのレコードを聴いたデニー・レインはすぐさまムーディー・ブルースの他のメンバーを説得し、グループのセカンド・シングル用にこの曲を選んだ。リード・ボーカルはレインが担当。1964年11月13日、シングルA面として発表された。また、1965年7月23日発売のファースト・アルバム『The Magnificent Moodies』に収録された。
マネージャーの一人であったアレックス・ウォートンがプロデューサーと監督を務めたプロモーション・フィルムがテレビで流され、その効果もあって1965年1月28日付の全英シングルチャートで1位を記録した。ビルボード・Hot 100は10位、カナダでは2位、オーストラリアでは12位、ニュージーランドでは10位を記録した。
2014年発売の『The Magnificent Moodies』の50周年デラックス・エディション盤にファースト・バージョンが収録されている。

## その他のバージョン
- シェール - 1968年のアルバム『Backstage』に収録。
- デヴィッド・キャシディ - 1972年のアルバム『Rock Me Baby』に収録。
- ウイングス - 1976年のライブ・アルバム『ウイングス・オーヴァー・アメリカ』に収録。デニー・レインがリード・ボーカルをとった。コンサートを収録した1980年公開の映画『Rockshow』にも収録されている。
- ティン・マシーン - 1992年のコンピュレーション『Ruby Trax』に収録。
- オジー・オズボーン - 2005年のアルバム『アンダー・カヴァー』に収録。
- ルル - 2005年のアルバム『A Little Soul in Your Heart』に収録。